# Томпсон, Обаделе
Обаделе Томпсон (англ. Obadele Thompson, род. 30 марта 1976 года в Сент-Мишеле, Барбадос) — барбадосский легкоатлет, специализирующийся в беге на 100 и 200 метров. Бронзовый призёр Олимпийских игр 2000 года в Сиднее.

## Карьера
В начале карьеры успешно выступал на соревнованиях в Центральной Америке и странах Карибского бассейна. В апреле 1996 года в Эль-Пасо, штат Техас, Томпсон установил быстрейшее на тот момент время на дистанции 100 метров — 9,69 секунд. Но этот результат был достигнут при попутном ветре 5,0 м/с, а правила ИААФ позволяют засчитывать рекорды, когда попутный ветер менее 2,0 м/с, поэтому время спортсмена официально не признали быстрейшим в мире.
На  Олимпийских играх 1996 года в Атланте занял 4-е место в беге на 200 м, когда победил Майкл Джонсон с новом мировым рекордом.
На чемпионате мира 1999 года в помещении, проходившем в японском городе Маэбаси, завоевал серебряную медаль в беге на 200 метров. На чемпионате мира по легкой атлетике в 1999 году (на воздухе) Томпсон был снова близок к успеху. Он занял четвертое место на дистанции 100 и 200 метров.
В 2000 году на Олимпийских играх в Сиднее завоевал бронзовую медаль на дистанции 100 метров, уступив только американцу Морису Грину и представителю Тринидада и Тобаго Ато Болдону. На дистанции 200 метров финишировал на четвёртом месте.
После Олимпийских игр 2000 года, Томпсон по предложению бывшего премьер-министра своей страны стал посланником молодёжи Барбадоса.

## Личная жизнь
24 февраля 2007 года Обаделе Томпсон женился на Марион Джонс. Их первый совместный ребёнок, сын Амир, родился в июле 2007 года, второй ребёнок — дочь Ева-Мария, родилась 28 июня 2009 года.